# Hieracium thyraicum
Hieracium thyraicum — вид рослин із родини айстрових (Asteraceae).

## Середовище проживання
Зростає у Європі (Україна (Галичина)).